# Касимово (Ленінградська область)
Касимово (рос. Касимово) — присілок у Всеволожському районі Ленінградської області Російської Федерації.
Населення становить 124 особи. Належить до муніципального утворення Агалатовське сільське поселення.

## Історія
Від 1 серпня 1927 року належить до Ленінградської області.

## Населення
| 1838 | 1862 | 1885 | 1896 | 1926 | 1928 | 1958 |
| ---- | ---- | ---- | ---- | ---- | ---- | ---- |
| 250  | ↗284 | ↘160 | ↗332 | ↗382 | ↘380 | ↘280 |
| 1997 | 2002 | 2007 | 2010 | 2011 | 2012 | 2013 |
| ↘115 | ↗193 | ↘124 | ↗241 | ↘181 | ↗216 | ↗219 |
| 2014 | 2017 |      |      |      |      |      |
| ↗268 | ↘124 |      |      |      |      |      |